# Романов, Фёдор Фёдорович
Фёдор Фёдорович Романов (род. 1941) — российский государственный деятель.

## Биография
Окончил Рязанский сельскохозяйственный институт. Занимал должности первого секретаря Рязанского районного комитета КПСС и председателя исполнительного комитета Рязанского районного Совета народных депутатов.
В 1990—1993 гг. — народный депутат Российской Федерации, входил в депутатскую фракцию «Аграрный союз».